# Sertão Sergipano
Sertão Sergipano is een van de drie mesoregio's van de Braziliaanse deelstaat Sergipe. Zij grenst aan de mesoregio's Agreste Sergipano, Leste Sergipano, Agreste Alagoano (AL), Sertão Alagoano (AL), Vale São-Franciscano da Bahia (BA) en Nordeste Baiano (BA). De mesoregio heeft een oppervlakte van ca. 7.239 km². In 2006 werd het inwoneraantal geschat op 217.422.
Twee microregio's behoren tot deze mesoregio:
- Carira
- Sergipana do Sertão do São Francisco

Mesoregio's: Agreste Sergipano · Leste Sergipano · Sertão Sergipano

Microregio's: Agreste de Itabaiana · Agreste de Lagarto · Aracaju · Baixo Cotinguiba · Boquim · Carira · Cotinguiba · Estância · Japaratuba · Nossa Senhora das Dores · Propriá · Tobias Barreto · Sergipana do Sertão do São Francisco